# Post SV Nürnberg
Der Post-Sportverein Nürnberg e. V. ist ein Breitensportverein aus Nürnberg. Mit 16.000 Mitgliedern (Stand: 2023), die in 23 Abteilungen mehr als 100 Sportarten betreiben, ist er Bayerns größter Breitensportverein und gehört zu den mitgliederstärksten Sportvereinen Deutschlands. Innerhalb Nürnbergs liegt er auf Platz 2 hinter dem 1. FC Nürnberg.

## Geschichte

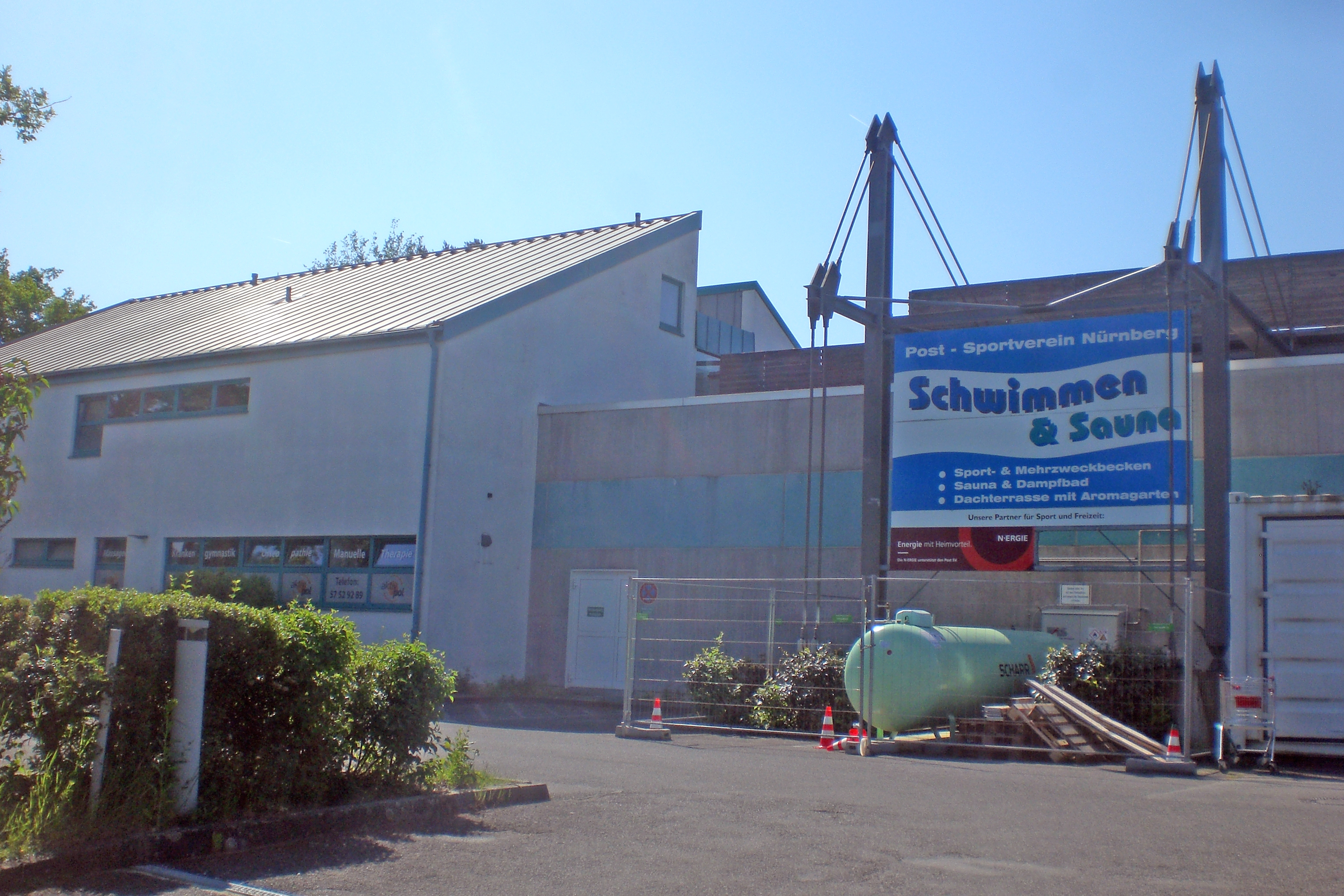
Hallenbad (2024)

Der Verein wurde am 18. November 1926 gegründet und hatte innerhalb kürzester Zeit über 600 Mitglieder. Mit Unterstützung der Post errichtete der Verein auf dem 1928 erworbenen Grundstück in Ebensee, einem Teil des Nürnberger Stadtteils Mögeldorf, ein Vereinsheim und dazugehörige Sportanlagen. Der Verein besitzt zudem ein eigenes Hallenbad, das 1978 erbaut und 1996 ausgebaut und modernisiert wurde. Von 1945 bis 1950 war der Verein mit dem SV Eintracht Nürnberg zum SV Eintracht Ebensee zwangsvereinigt.
Im Jahr 2013 ging der TV 1860 Nürnberg Jahn-Schweinau im Post SV auf. Bei dessen Vorgängerverein TV 1860 Schweinau begannen beispielsweise die späteren Club-Spieler und Deutschen Fußball-Meister Paul Derbfuß, Wolfgang Strobel und Ludwig Wieder ihre Karrieren. Das alte TV-1860-Sportgelände im Nürnberger Stadtteil Schweinau ist auch zu Beginn im Roman Abseits der Kreisklasse von Matthias Hunger abgebildet. Der dort beschriebene Verein SG Noris Schweinau ist jedoch rein fiktiv und hat nichts mit dem TV 1860 Nürnberg Jahn-Schweinau zu tun.
Seit 1. Januar 2019 ist der Post SV Nürnberg Partner des Bayerischen Landesstützpunkt für Wasserball.

## Breitensport
Ab den 1950er Jahren baute der Verein sein Sportangebot systematisch aus. Neben klassischen Angeboten wie Fußball und Handball oder Schwimmen verfügte der Verein auch über Abteilungen für Segelfliegen und Reitsport. In den 1970er Jahren ergänzte der Verein innerhalb der Turnabteilung sein Angebot um Sportaktivitäten im Sinne des Familiensports ohne Wettbewerbscharakter.

### Handball
Der Post SV Nürnberg und der TV Eibach 03 haben 2019 unter dem Namen HBC Nürnberg (Handballclub Nürnberg) eine Spielgemeinschaft gegründet. Der HBC nimmt 2022/23 mit drei Herrenmannschaften, drei Damenteams und acht Nachwuchsmannschaften am Spielbetrieb des Bayerischen Handballverbandes (BHV) teil. Aktuell spielt das 1. Damenteam in der Handball-Bayernliga und die 1. Männermannschaft in der Landesliga Nord.

#### Erfolge
| Männer - Aufstieg in die Regionalliga 2025 - Aufstieg in die Bayernliga (4. Liga) 2023 - Nordbayerischer Landesligaizemeister (4. Liga) 2023 - Nordbayerischer Oberligameister 2025 - Aufstieg in die Landesliga Nord 2013, 2022 - Mittelfränkischer Meister 2013, 2022 | Frauen - Nordbayerischer Vizemeister (4. Liga) 2022 - Aufstieg in die Bayernliga (4. Liga) 2020 - Nordbayerischer Vizemeister 2020 - Aufstieg in die Bayerische-Landesliga 2014 - Mittelfränkischer Meister 2014 |

### Nachwuchs
- A-Jugend Bundesliga 2012/13

#### Spielstätten
Der HBC Nürnberg trägt seine Heimspiele in der
- Halle Sportpark Daimlerstr. 71 D-90441 Nürnberg
- Halle Gymnasium Lindenaststr. 66 D-90409 Nürnberg
- Halle Herriedener Straße 25 D-90449 Nürnberg
- Halle Realschule Muggenhofer Str. 122 D-90429 Nürnberg
- Halle Am Röthenbacher Landgraben 65 D-90451 Nürnberg
- Halle Uhlandstraße 44 D-90408 Nürnberg
- Halle Realschule Rothenburger Straße 401 D-90431 Nürnberg
- Halle Berufsbildungszentrum Berliner Platz 24 D-90489 Nürnberg

aus.

## Erfolge
Die Rollschuhabteilung holte 1941 die deutsche Meisterschaft im Rollhockey sowie mehrere nationale Einzeltitel. Auch die Handballer spielten vor dem Zweiten Weltkrieg in der obersten Spielklasse. Die Basketballseniorinnen wurden 1991 und 1997 deutsche Meister in der Kategorie „Seniorinnen II“.